# Armia tatuśka

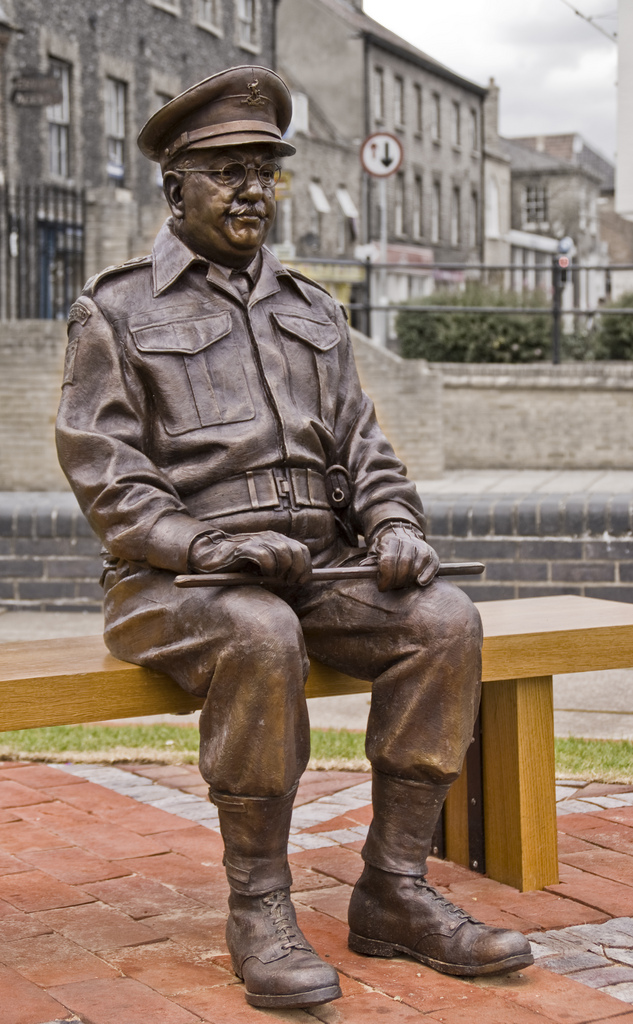
Pomnik kapitana Mainwaringa, jednego z głównych bohaterów w serialu, w Thetford, gdzie realizowano zdjęcia

Armia tatuśka (ang. Dad's Army) – brytyjski serial typu sitcom emitowany po raz pierwszy od 31 lipca 1968 do 13 listopada 1977 na antenie BBC1. Był pierwszym z czterech seriali stworzonych przez spółkę autorską Jimmy Perry & David Croft, a także pierwszym serialem z tzw. trylogii wojennej Davida Crofta, do której zaliczane są także It Ain’t Half Hot Mum i ’Allo ’Allo!. Powstało 80 odcinków podzielonych na dziewięć serii, z czego do dziś zachowało się 77 epizodów.
W 2000 uplasował się na trzynastym miejscu w plebiscycie na najwybitniejszą brytyjską produkcję telewizyjną XX wieku, przeprowadzonym wśród członków Brytyjskiego Instytutu Filmowego. Określono go wówczas „wzorcem brytyjskiego sitcomu”. Był dziesięciokrotnie nominowany do Nagrody Telewizyjnej BAFTA, otrzymał ją w roku 1971 w kategorii „Najlepszy program rozrywkowy”. Podczas premierowych emisji serialu osiągał on oglądalność dochodzącą do 18 milionów widzów. Powtórki emitowane ponad 30 lat po premierze serialu gromadziły nawet 7 milionów widzów. Wśród przyczyn jego popularności wymieniano m.in. trafne ukazanie w serialu – pomimo jego komediowego charakteru – bardzo głębokich i autentycznych podziałów klasowych, z jakimi brytyjskie społeczeństwo zmagało się w czasie wojny i jeszcze przez wiele lat po jej zakończeniu.

## Fabuła
Akcja serialu rozgrywa się w czasie II wojny światowej, w fikcyjnej miejscowości Walmington-on-Sea, niewielkim miasteczku na południowym wybrzeżu Anglii. Serial rozpoczyna się od autentycznego wydarzenia historycznego, jakim było powołanie w 1940 roku tzw. Local Defence Volunteers (LDV, w wolnym tłumaczeniu: Lokalna Ochotnicza Służba Obronna), później przemianowanej na Home Guard, formacji paramilitarnej złożonej z mężczyzn, którzy pomimo mobilizacji nie są w stanie służyć w regularnej armii – głównie z powodu wieku lub złego stanu zdrowia. Mieli oni możliwość dobrowolnego wstąpienia do LDV, gdzie byli szkoleni i utrzymywani w gotowości na wypadek inwazji niemieckiej na Wyspy Brytyjskie, w czasie której mieli zajmować się dywersją i sabotażem oraz wspierać armię w walce z najeźdźcą. Służbę w LDV można było łączyć z normalną pracą zawodową lub nauką w szkole, bowiem związane z tym obowiązki wypełniało się popołudniami i wieczorami oraz w dni wolne. Serial opowiada o losach jednostki LDV z Walmington-on-Sea, złożonej głównie z niemłodych już panów, którzy jeśli w ogóle służyli kiedykolwiek w wojsku, to podczas I wojny światowej lub nawet wcześniej.

### Główni bohaterowie
W nawiasach podano odtwórców ról.
- Kapitan George Mainwaring (Arthur Lowe) – dowódca miejscowej jednostki LDV, w cywilu dyrektor tutejszego banku. Niezwykle pompatyczny i apodyktyczny snob, mający o sobie wielkie mniemanie, choć tak naprawdę maskujący tymi cechami kompleksy związane ze stosunkowo niskim pochodzeniem społecznym. Uwielbia akcentować swoją władzę, w praktyce często jego dowodzenie jest raczej nieporadne.
- Sierżant Arthur Wilson (John Le Mesurier) – bezpośredni podwładny Mainwaringa zarówno w jednostce LDV, w której jest zastępcą dowódcy, jak i w banku, gdzie pracuje jako główny kasjer. Pochodzi z wyższej klasy średniej, jest niezwykle uprzejmy i stonowany, nawet w czasie prowadzenia musztry. Często kwestionuje nazbyt pochopne rozkazy kapitana, choć zawsze czyni to bardzo łagodny i niekonfliktowy sposób. Mieszka pod jednym dachem z szeregowym Pike'iem, zaś jego nieformalny związek z matką szeregowca jest tajemnicą poliszynela.
- Kapral Jack Jones (Clive Dunn) – weteran wojen kolonialnych w Sudanie pod koniec XIX wieku, w chwili rozpoczęcia serialu ma ponad 70 lat, a mimo to wśród kolegów z oddziału wyróżnia go dyscyplina, żołnierska bystrość i zapał do walki. W cywilu jest miejscowym rzeźnikiem.
- Szeregowy Joe Walker (James Beck) – początkowo jedyny członek oddziału, który ze względu na swój wiek powinien zostać zmobilizowany i trafić na front, od czego jednak zdołał wyłgać się z powodu ciężkiej alergii. Poza służbą w LDV zajmuje się handlem na czarnym rynku wszelkimi towarami, jakich brakuje w sklepach wskutek wojennych trudności.
- Szeregowy Frank Pike (Ian Lavender) – najmłodszy członek oddziału, na początku serialu ma 17 lat i jest za młody, by służyć w normalnym wojsku, później udaje mu się uniknąć powołania ze względów medycznych. Pracuje jako pomocnik w banku, jest maminsynkiem pod ogromnym wpływem nadopiekuńczej matki, do mieszkającego z nimi sierżanta Wilsona zwraca się „wujku”, nie do końca rozumiejąc faktyczny charakter relacji sierżanta z jego matką. Nie grzeszy inteligencją.
- Szeregowy James Frazer (John Laurie) – nieco nieokrzesany Szkot, weteran bitwy jutlandzkiej, w czasie której był kucharzem na jednym z okrętów. Obecnie trudni się wyrobem trumien.
- Szeregowy Charles Godfrey (Arnold Ridley) – emerytowany sprzedawca w domu towarowym o dość powikłanej wojennej przeszłości. W czasie I wojny światowej należał początkowo do szeroko pogardzanego w społeczeństwie ruchu obdżektorów, ale później wykazał się bohaterstwem podczas bitwy nad Sommą, za co dostał prestiżowy medal. W oddziale LDV jest medykiem, cieszy się opinią bardzo dobrotliwego dziadka.
- Strażnik William Hodges (Bill Pertwee) – główny lokalny antagonista oddziału, a zwłaszcza jego dowódcy. Jest szefem innego miejscowego oddziału, zajmującego się pilnowaniem, aby nikt nie wyłamywał się z zaciemnień ogłaszanych na wypadek nalotów.

### Odcinki

#### Seria 1
| 1 | 1 | The Man and the Hour             | David Croft | Jimmy Perry, David Croft | 31 lipca 1968    |
| W całej Wielkiej Brytanii zostaje ogłoszona decyzja o utworzeniu ochotniczej służby paramilitarnej LDV. Pan Mainwaring, dyrektor banku w miasteczku Walmington-on-Sea, postanawia założyć lokalny oddział LDV. Nadaje sam sobie stopień kapitana i mianuje się dowódcą oddziału, zaś na swego zastępcę nominuje głównego kasjera banku, pana Wilsona, tytułowanego odtąd sierżantem. Wkrótce do oddziału zapisują się liczni ochotnicy, w dużej części bardzo leciwi. |   |                                  |             |                          |                  |
| 2 | 2 | Museum Piece                     | David Croft | Jimmy Perry, David Croft | 7 sierpnia 1968  |
| Oddział zmaga się z brakiem jakiejkolwiek broni, podczas ćwiczeń zamiast karabinów trzeba używać drewnianych kijów. Aby temu zaradzić, zdesperowany Mainwaring postanawia wykraść zabytkową broń z lokalnego muzeum historycznego. Musi jednak przechytrzyć opiekującego się zbiorami, bardzo sędziwego muzealnika, którym jest ojciec kaprala Jonesa. |   |                                  |             |                          |                  |
| 3 | 3 | Command Decision                 | David Croft | Jimmy Perry, David Croft | 14 sierpnia 1968 |
| Do oddziału zgłasza się dystyngowany pułkownik, który jest gotów własnym sumptem wyposażyć go w broń, ale za cenę przejęcia dowództwa. Mainwaring zgadza się dla dobra wspólnego. Wkrótce jednak obiecana przez oficera dostawa okazuje się zawierać stare muszkiety, a sam pułkownik stara się zrobić z oddziału jednostkę konną. |   |                                  |             |                          |                  |
| 4 | 4 | The Enemy Within the Gates       | David Croft | Jimmy Perry, David Croft | 28 sierpnia 1968 |
| Członkowie oddziału wyruszają na poszukiwania niemieckich dywersantów, skuszeni nagrodą finansową za każdego schwytanego nieprzyjaciela. Żołnierze biorą jednak za Niemca każdą osobę mówiącą z cudzoziemskim akcentem. W efekcie pojmany zostaje także polski oficer służący w brytyjskim sztabie. |   |                                  |             |                          |                  |
| 5 | 5 | The Showing Up of Corporal Jones | David Croft | Jimmy Perry, David Croft | 4 września 1968  |
| Major, sprawujący pieczę nad oddziałem z ramienia dowództwa, dochodzi do wniosku, że kapral Jones jest już za stary nawet na służbę w Home Guard. Leciwy Jones nie zgadza się z tą decyzją, wobec czego sprawę ma rozstrzygnąć test sprawnościowy. Cały oddział stara się dyskretnie pomóc koledze przejść przez tę próbę. |   |                                  |             |                          |                  |
| 6 | 6 | Shooting Pains                   | David Croft | Jimmy Perry, David Croft | 11 września 1968 |
| Oddział zostaje wstępnie wybrany na asystę honorową premiera Wielkiej Brytanii, który ma odwiedzić okolicę. Szybko jednak wychodzi na jaw, że ludzie kapitana Mainwaringa fatalnie strzelają. Ostatecznie muszę rywalizować o zaszczyt spotkania z szefem rządu w zawodach strzeleckich z inną jednostką Home Guard. |   |                                  |             |                          |                  |

#### Seria 2
| 7 | 1 | Operation Kilt                             | David Croft  | Jimmy Perry, David Croft | 1 marca 1969    |
| Oddział bierze udział w ćwiczeniach symulujących ewentualną inwazję wojsk niemieckich, rywalizując m.in. z jednostką szkockich górali. |   |                                            |              |                          |                 |
| 8 | 2 | The Battle of Godfrey's Cottage            | David Croft  | Jimmy Perry, David Croft | 8 marca 1969    |
| W ramach kolejnych ćwiczeń, oddział trenuje szybkie przegrupowanie na wypadek ataku nieprzyjaciela. Umocnionym punktem, w którym ma się odbyć koncentracja sił, jest położona nieco na uboczu chata, zamieszkana przez szeregowca Ridleya i jego bliskich. W wyniku nieporozumienia dwie części oddziału toczą ze sobą bratobójczy bój o ten strategiczny przyczółek.                                                                               |   |                                            |              |                          |                 |
| 9 | 3 | The Loneliness of the Long Distance Walker | David Croft  | Jimmy Perry, David Croft | 15 marca 1969   |
| Szeregowy Walker otrzymuje powołanie do regularnej armii. Członkowie oddziału martwią się, jak poradzą sobie bez dostarczanych przez niego czarnorynkowych produktów. W akcję ratowania Walkera angażuje się osobiście kapitan Mainwaring. Odcinek nie zachował się w archiwum BBC (patrz sekcja „Utracone odcinki”), dostępny tylko jako tekst scenariusza.                                                                                        |   |                                            |              |                          |                 |
| 10 | 4 | Sgt. Wilson’s Little Secret                | Harold Snoad | Jimmy Perry, David Croft | 22 marca 1969   |
| Mama szeregowego Pike’a mówi swemu synowi, że w ich domu pojawi się wkrótce mały przybysz. Gdy dowiaduje się o tym sierżant Wilson, którego nieformalny związek z panią Pike jest tajemnicą poliszynela, sądzi, że jego partnerka zaszła w ciążę. Aby uniknąć jeszcze większego skandalu, zaczyna planować ślub. Ostatecznie okazuje się jednak, że przybyszem jest dziecko ewakuowane ze strefy nalotów i wzięte przez panią Pike na przechowanie. |   |                                            |              |                          |                 |
| 11 | 5 | A Stripe for Frazer                        | Harold Snoad | Jimmy Perry, David Croft | 29 marca 1969   |
| Odcinek zachowany tylko w wersji audio. Mainwaring otrzymuje możliwość, aby awansować jednego ze swych ludzi na kaprala. Wstępnie myśli o szeregowym Frazerze. W czasie okresu próbnego okazuje się jednak, że z odrobiną władzy ten stary szkocki żołnierz staje się nieznośny dla kolegów. |   |                                            |              |                          |                 |
| 12 | 6 | Under Fire                                 | Harold Snoad | Jimmy Perry, David Croft | 5 kwietnia 1969 |
| Odcinek zachowany tylko jako tekst scenariusza. Szeregowy Frazer chwyta osobę podejrzaną o szpiegostwo, która okazuje się jednak być naturalizowanym Brytyjczykiem, lojalnym poddanym Jego Wysokości. Na domiar złego, to krewny strażnika Hodgesa, który nie przepuści żadnej okazji, by dowieść niekompetencji Home Guard. |   |                                            |              |                          |                 |

## Produkcja

### Geneza
Pomysłodawcą serialu był Jimmy Perry, wówczas aktor i jednocześnie dyrektor teatru w Watford, współpracujący także z telewizją. Jego agentką była wówczas Ann Croft, żona Davida Crofta, wówczas już jednego z najbardziej renomowanych producentów i reżyserów seriali komediowych BBC, niemającego jednak poważniejszych doświadczeń w pisaniu ich. Perry napisał wstępne wersje scenariuszy kilku pierwszych odcinków i poprosił swoją agentkę o przekazanie ich mężowi do oceny. Croft zajął się castingiem do serialu (m.in. zablokował pomysł, aby Perry występował w nim jako aktor), zgodził się także produkować go i reżyserować oraz – po raz pierwszy w swej karierze – być również współscenarzystą. Za trzeciego głównego twórcę koncepcji Armii bywa uważany Michael Mills, ówczesny dyrektor ds. komedii w BBC, który wniósł do projektu Crofta i Perry’ego wiele istotnych poprawek.

### Zdjęcia
Zdjęcia plenerowe do serialu były realizowane we wschodniej Anglii, przede wszystkim w Thetford, które „grało” serialowe miasteczko, i okolicach. Od roku 2010 upamiętnia to pomnik kapitana Mainwaringa, jaki znajduje się w mieście. Oprócz tego w Thetford urządzono muzeum serialu, prowadzone przez liczące ponad 1700 członków, istniejące od 1993 roku, oficjalne stowarzyszenie jego miłośników. W mieście i okolicach wytyczono również specjalny szlak turystyczny, prowadzący przez miejsca znane z ekranu.
Zdjęcia studyjne realizowano w BBC Television Centre w Londynie. Pierwsze dwie serie powstały na taśmie czarno-białej. Począwszy od serii trzeciej Armia... była pokazywana w kolorze.

### Muzyka
Muzykę tytułową serialu stanowi piosenka Who Do You Think You Are Kidding Mr. Hitler? (w wolnym tłumaczeniu: Kogo pan próbuje oszukać, panie Hitler?), której w czołówce towarzyszyła żartobliwa animacja oparta na mapie działań wojennych z 1940 roku (inwazja na Francję, ewakuacja wojsk brytyjskich przez Dunkierkę itd.). Muzykę napisał Derek Taverner, słowa Jimmy Perry, a śpiewał Bud Flanagan, dla którego było to jedno z ostatnich nagrań przed śmiercią.

### Utracone odcinki
Armia tatuśka jest jednym z najbardziej znanych brytyjskich seriali dotkniętych problemem tzw. utraconych odcinków (lost episodes). Do połowy lat 70. programy i seriale telewizyjne były uważane w Wielkiej Brytanii za produkt na tyle „jednorazowy”, iż ze względów ekonomicznych oraz z braku miejsca w magazynach (a nośniki zajmowały wówczas znacznie więcej miejsca na półkach niż dziś), większość odcinków była kasowana jakiś czas po emisji. Nie dbano o zachowanie chociaż jednej kopii. W efekcie odtworzenie w całości wielu brytyjskich seriali z lat 50., 60. czy wczesnych 70. jest dziś bardzo trudne, a często wręcz niemożliwe. Od 2001 roku Archiwum BBC prowadzi specjalną akcję, w ramach której poszukuje ocalałych kopii utraconych odcinków w archiwach innych nadawców oraz w kolekcjach prywatnych.
W przypadku Armii tatuśka za utraconą uważana była początkowo cała druga seria, powstała w 1968 roku i licząca sześć odcinków. Trzy z nich udało się odnaleźć w wyniku wspomnianej akcji. Szanse na znalezienie pozostałych, zwłaszcza w jakości nadającej się do emisji, uważa się już dziś za bardzo znikome, bo sprawdzono wszystkie miejsca, gdzie mogły zostać zachowane. Dotyczy to odcinków trzeciego, piątego i szóstego drugiej serii.

## Powiązania
Na kanwie serialu telewizyjnego Armia tatuśka powstały liczne produkcje dla innych rodzajów mediów. W roku 1971 nakręcono film kinowy, zaś w latach 1975–1976 większość obsady zagrała w opartej na serialu sztuce teatralnej. W 2004 roku została ona ponownie wystawiona, oczywiście już w nowej obsadzie. Na podstawie Armii... powstały także dwa seriale radiowe dla BBC Radio 4. Pierwszy z nich został zrealizowany na podstawie scenariuszy telewizyjnych, zaadaptowanych na potrzeby słuchowiska. Drugi pojawił się na antenie w kilka lat po zakończeniu produkcji telewizyjnej i stanowił jej sequel, opowiadając o powojennych losach bohaterów.